# Kattina
Kattina (arab. قطينة) – miejscowość w Syrii, w muhafazie Hims. W 2004 roku liczyła 6018 mieszkańców.